# 陆学斌
陆学斌（1913年—？），男，汉族，浙江余姚人，中华人民共和国政治人物，曾任安徽省人民委员会副省长，新疆维吾尔自治区政协副主席，新疆维吾尔自治区人大常委会副主任。